# Ryslinge Sogn
Ryslinge Sogn er et sogn i Midtfyn Provsti (Fyens Stift). Sognet ligger i Faaborg-Midtfyn Kommune (Region Syddanmark). Indtil kommunalreformen i 2007 lå det i Ryslinge Kommune (Fyns Amt) og indtil kommunalreformen i 1970 lå det i Gudme Herred (Svendborg Amt). I Ryslinge Sogn ligger Ryslinge Kirke og Nazarethkirken, der var Danmarks første Valgmenighedskirke.
I Ryslinge Sogn findes flg. autoriserede stednavne:
- Dalshuse (bebyggelse)
- Egsmarken (bebyggelse)
- Fjellerup (bebyggelse, ejerlav)
- Hestehave (bebyggelse)
- Hyldshuse (bebyggelse)
- Kirkely (bebyggelse)
- Krumstrup (ejerlav, landbrugsejendom)
- Lørup (bebyggelse, ejerlav)
- Lørup Hede (bebyggelse)
- Lørup Mark (bebyggelse)
- Nørremarksgyden (bebyggelse)
- Ruerne (bebyggelse)
- Ryslinge (bebyggelse, ejerlav)
- Ryslinge Mark (bebyggelse)
- Tøjstrup (ejerlav, landbrugsejendom)
- Ærenlund (bebyggelse)